# Gulbrynad honungsfågel
Gulbrynad honungsfågel (Melidectes rufocrissalis) är en fågel i familjen honungsfåglar inom ordningen tättingar.

## Utseende och läte
Gulbrynad honungsfågel är en rätt stor medlem av familjen. Kroppen är grå, med ett vitfjälligt mönster på ryggen, olivgröna vingpennor och beige under stjärtroten. På ansiktet syns ljusgrön ögonring och bar hud bakom ögat med gula streck ovan och bakom. Arten liknar blåögd honungsfågel som den även hybridiserar med, men gulbrynad honungsfågel har ljus näbb och röda hudflikar på strupen. Lätet består av högljudda papegojlika skrin likt blåögd honungsfågel.

## Utbredning och systematik
Gulbrynad honungsfågel förkeommer på Nya Guinea. Clements m.fl. delar in den två underarter med följande utbredning:
- Melidectes rufocrissalis rufocrissalis – förekommer i Sepikbergen och centrala bergskedjor på Nya Guinea
- Melidectes rufocrissalis thomasi – förekommer i östra högländernas sydsluttning

International Ornithological Congress urskiljer även taxonet stresemanni, ett bestånd i Herzogbergen med hybridursprung men med stabila karaktärer. Beståndet anses ofta vara en del av blåögd honungsfågel, men utseendet liknar mer gulbrynad honungsfågel.

## Status
Trots det begränsade utbredningsområdet och att den tros minska i antal anses beståndet vara livskraftigt av internationella naturvårdsunionen IUCN.